# Pamięć krótkotrwała
Pamięć krótkotrwała (ang. short-term memory, STM) – nazwa wywodzi się z klasycznej już magazynowej teorii pamięci, która dzieli system pamięci człowieka na trzy magazyny różniące się czasem przechowywania informacji (pamięć ultrakrótkotrwałą, krótkotrwałą oraz długotrwałą). Pamięć krótkotrwała przechowuje niewielkie ilości informacji przez krótki okres (bez dokonywania powtórek wewnętrznych czas ten szacuje się na kilka do kilkunastu sekund).
Pamięć krótkotrwała wykorzystywana jest do czasowego zapamiętywania danych zmysłowych lub informacji pobranych z pamięci długotrwałej czy rezultatów procesów przetwarzania danych w mózgu (np. wyników obliczeń czy wniosków rozumowań). Współcześnie rozumiana jest jako efekt utworzenia lub wzbudzenia w pamięci trwałej reprezentacji bodźca (np. litera, obraz, słowo itp.).
Idea podziału pamięci na krótkotrwałą i długotrwałą pojawiła się w XIX wieku. Klasyczny (modalny) model pamięci rozwinął się w latach 60. XX wieku, jednak okazał się wadliwy. Zakładał, że wszystkie wspomnienia przechodzą po krótkim czasie z pamięci krótkotrwałej do długotrwałej. Został opisany przez Richarda Shiffrina i Richarda Atkinsona. Dokładny mechanizm w jaki sposób zachodzi to przejście (czy wszystkie, czy też zachowana jest tylko część wspomnień) oraz rozróżnienie pomiędzy tymi dwoma „przechowalniami”, pozostają wśród ekspertów tematem kontrowersyjnym.